# Исторический центр Минска
Исторический центр Минска (бел. Гістарычны цэнтр Мінска) — старейшая часть города, включающая в себя «Верхний город», «Троицкое предместье», «Раковское предместье». Многочисленные войны, пожары, постройки различного времени, назначения и архитектурных стилей влияли на формирование облика старейшей части Минска.
На территории исторического центра Минска размером в 80 гектаров находится 227 зданий и сооружений общей площадью 3 583 000 м². Эта часть города знаменита своими величественными храмами, памятниками, музеями и архитектурой, в ней можно увидеть главные достопримечательности разных эпох и стилей, таких как классицизм и барокко, модерн. Минск, один из древнейших славянских городов, неоднократно менял свой языковой, конфессиональный, этнический и архитектурный облики.
В Минске жили люди разных национальностей и конфессий, оказавшие большое влияние на развитие культуры, литературы, архитектуры и науки. История и культура Минска обогатились достижениями других культур, усвоили их ценности и религиозные традиции. Различные религиозные направления оказали большое влияние на развитие культового зодчества исторического центра Минска, где располагается много костёлов, храмов, монастырей.

## Описание
Первое упоминание о Минске в древнерусской летописи «Повесть временных лет» относится к 3 марта 1067 года.
Архитектор Ф. Крамер разработал в 1800 году первый проектный план города. Регулярные планы также разрабатывались в 1809, 1817, 1873, 1890 и 1896 годах. Каждый новый этап фиксировал осуществлённые изменения и предусматривал дальнейшее развитие и благоустройства города. В 1817 году был разработан новый проектный план, по которому основной градостроительной осью являлась река Свислочь.
На территории Минска бытовали различные языки, а именно: польский, русский, идиш, белорусский. Город исторически является многоконфессиональной территорией, где представлены православие, католицизм, протестантизм, иудаизм, ислам .
Население города с течением времени неоднократно видоизменялось. Если первоначально здесь существовало славянское поселение, то позднее значительную долю горожан составили татары и евреи. Пребывание белорусских земель в составе Великого княжества Литовского, Речи Посполитой, Российской империи и СССР способствовало влиянию на городскую жизнь также  польской и российской культуры через представителей этих этносов. Многонациональное сообщество создавало с одной стороны — мультикультурную среду, а с другой — во многих проявлениях жители сохраняли обычаи и традиции, свойственные своим народам.
Вместе с этнической белорусской территорией Минск включался в состав различных административно-политических образований, будучи местом, где сосредотачивались ремесла и торговля, культура и повседневный быт. Город вобрал в себя разнообразие историко-культурных форм, которые обусловили его внутреннюю духовную жизнь и определили необычность архитектурных форм сохранившейся застройки центра белорусской столицы.
 В историческом центре Минска сосредоточены крупнейшие культовые сооружения.  Представители различных национальностей создавали собственные школы, гимназии, училища, больницы, библиотеки, благотворительные общества и свои общины, строили костёлы, храмы, мечети, а также оказывали большое влияние на развитие литературы, музыки, театра и других сфер жизни города.

## Реконструкция (Реставрация) исторического центра Минска
На сегодняшний день государственная политика Беларуси направлена на восстановление исторического центра Минска.
Президент Белоруссии Александр Лукашенко Указом от 14 июля 2004 года №330 «О развитии исторического центра г. Минска» возложил функции единого заказчика в историческом центре на Минский горисполком, который в свою очередь делегировал данное право КУП «Минская спадчина».
Министерство культуры осуществляет ведение Государственного списка историко-культурных ценностей Республики Беларусь в порядке, установленном Советом Министров Республики Беларусь. Министерство культуры направлено на сохранение и развитие комплекса историко-культурных ценностей «Исторического центра г. Минска».

## Объекты реконструкции

### Реконструкция и реставрация застройки
- I очередь - часть Верхнего города, ограниченная рекой Свислочь, улицей Интернациональной, площадью Свободы, улицей Максима Богдановича;
- II очередь - квартал Троицкое предместье, ограниченный рекой Свислочь, улицей Сторожевской - улицей Максима Богдановича;
- III очередь - часть Верхнего города и территория, прилегающая к нему, ограниченная площадью Свободы, улицей Интернациональной, улицей Городской вал.

## Архитектурные памятники
- Гостиный двор;
- Троицкое предместье - является одним из самых важных достопримечательностей Минска;
- Монастырь Святого Духа Базилианок;
- Собор Святых Апостолов Петра и Павла;
- Кафедральный собор Девы Марии;
- Кафедральный собор Сошествия Святого Духа;
- Площадь Свободы.